# وحدة تشكيل مستعمرة الصفائح
وحدة تشكيل مستعمرة الصفائح (اختصارًا CFU-Meg أو CFU-Mega) هي وحدة تشكيل مستعمرة. ينشأ منها الخلايا كبيرة النواة.

## روابط خارجية
- Megakaryocyte+Progenitor+Cells في المكتبة الوطنية الأمريكية للطب نظام فهرسة المواضيع الطبية (MeSH).